# Нічні забави
«Нічні забави» (рос. «Ночные забавы») — радянський двосерійний художній фільм 1991 року, знятий студіями «Союзтелефільм» і «Паритет».

## Сюжет
Доросла дочка, яка повернулася передчасно додому, застає мати з коханцем. Не зовсім прості відносини з матір'ю підштовхують дівчину до того, щоб теж завести коханця, який і розряджає цю сімейну драму…

## У ролях
- Євген Євстигнєєв — Олександр Григорович Андрющенко
- Олександра Колкунова — Ольга Сіліна
- Ірина Алфьорова — Анна Миколаївна Сіліна
- Альберт Філозов — Олексій Юрійович Сілін
- Валентин Гафт — Михайло Федорович Єзепов, коханець Анни, начальник Сіліна
- Борис Юрченко — вантажник в аеропорту
- Марія Виноградова — Поліна, посудомийка в ресторані
- Олег Колесніченко — епізод
- Ігор Суровцев — епізод
- А. Гладкий — епізод
- М. Ізмайлов — епізод
- Юлія Усіна — танцююча ламбаду
- Ванда Краснопольська — Люба, іменинниця
- В. Браташ — епізод
- С. Левіна — епізод
- Т. Іолкіна — епізод
- Р. Акчурін — музикант в ресторані
- Ю. Свєтушенко — музикант в ресторані
- А. Дєнєжкін — музикант в ресторані
- Ірина Цивіна — епізод
- Володимир Краснопольський — відвідувач ресторану

## Знімальна група
- Режисери — Володимир Краснопольський, Валерій Усков
- Сценаристи — Віктор Мережко, Марія Мережко
- Оператори — Володимир Мінаєв, Віктор Якушев
- Композитор — Мікаел Тарівердієв
- Художник — Володимир Донсков